# Unikum - Net
Unikum - Net är en lärportal för förskola, skola, gymnasium och komvux som används i cirka 80 kommuner i Sverige. Webbtjänsten används för att arbeta efter Skolverkets allmänna råd kring exempelvis pedagogisk dokumentation, individuella utvecklingsplaner, skriftliga omdömen, pedagogiska planeringar och stödinsatser. Unikum - Net drivs av det svenska företaget Unikum - Unikt lärande AB.  
Cirka 200 000 barn har sina utvecklingsplaner och skriftliga omdömen i lärportalen. Unikum - Net innehåller även den Nationella skolbanken som utvecklades tillsammans med dåvarande Myndigheten för skolutveckling. Webbtjänsten startades 2005 genom projektet Unik IUP tillsammans med Lerums kommun och Pysslingen Förskolor och Skolor AB. 
Webbtjänsten innehåller personuppgifter, och kommuner som använder den tecknar därför ett personuppgiftsbiträdesavtal som bland annat beskriver hur uppgifterna skall hanteras, arkiveras och gallras. Unikum - Net finansieras genom prenumerationer från kommuner och skolor, och drivs av det svenska bolaget Unikum - Unikt lärande AB.

## Statistik för användning (okt 2019)
- Antal kommuner: ca 80 st
- Antal förskolor, skolor och gymnasier: ca 4 000 st
- Antal användarkonton i Sverige: ca 1 000 000 st